# Rika Masuya
Rika Masuya (増矢 理花, Masuya Rika, Tokushima, 14 september 1995) is een Japans voetbalster die als aanvaller speelt bij INAC Kobe Leonessa.

## Carrière

### Clubcarrière
Masuya begon haar carrière in 2014 bij INAC Kobe Leonessa.

### Interlandcarrière
Masuya nam met het Japans nationale elftal O17 deel aan het WK onder 17 in 2012. Daar stond zij in drie van de wedstrijden van Japan opgesteld en zij scoorde daarin twee doelpunten.
Masuya maakte op 13 september 2014 haar debuut in het [[[Japans voetbalelftal (vrouwen)|Japans vrouwenvoetbalelftal]] tijdens een wedstrijd tegen Ghana. Zij nam met het Japans elftal deel aan de Aziatische Spelen 2014 en Japan behaalde zilver op de Aziatische Spelen. Zij nam met het Japans elftal deel aan het Aziatisch kampioenschap 2018 en de Aziatische Spelen 2018. Japan behaalde goud op het Aziatisch kampioenschap en de Aziatische Spelen. Ze heeft 27 interlands voor het Japanse elftal gespeeld en scoorde daarin zes keer.

## Statistieken
| Japans vrouwenvoetbalelftal | Japans vrouwenvoetbalelftal | Japans vrouwenvoetbalelftal |
| Jaar                        | Wed.                        | Dlp.                        |
| --------------------------- | --------------------------- | --------------------------- |
| 2014                        | 7                           | 2                           |
| 2015                        | 3                           | 1                           |
| 2016                        | 3                           | 0                           |
| 2017                        | 2                           | 0                           |
| 2018                        | 12                          | 3                           |
| Totaal                      | 27                          | 6                           |